# Чернозем
Чернозе́м (болг. Чернозем) — село в Ямбольській області Болгарії. Входить до складу общини Єлхово.

## Населення
За даними перепису населення 2011 року у селі проживали 102 особи, з них 97 осіб (98,0%) — болгари.
Розподіл населення за віком у 2011 році:
Динаміка населення: